# Mohelnice, Šumperk
Mohelnice là một thị trấn thuộc huyện Šumperk, vùng Olomoucký, Cộng hòa Séc.